# Nicolaus Manderscheidt

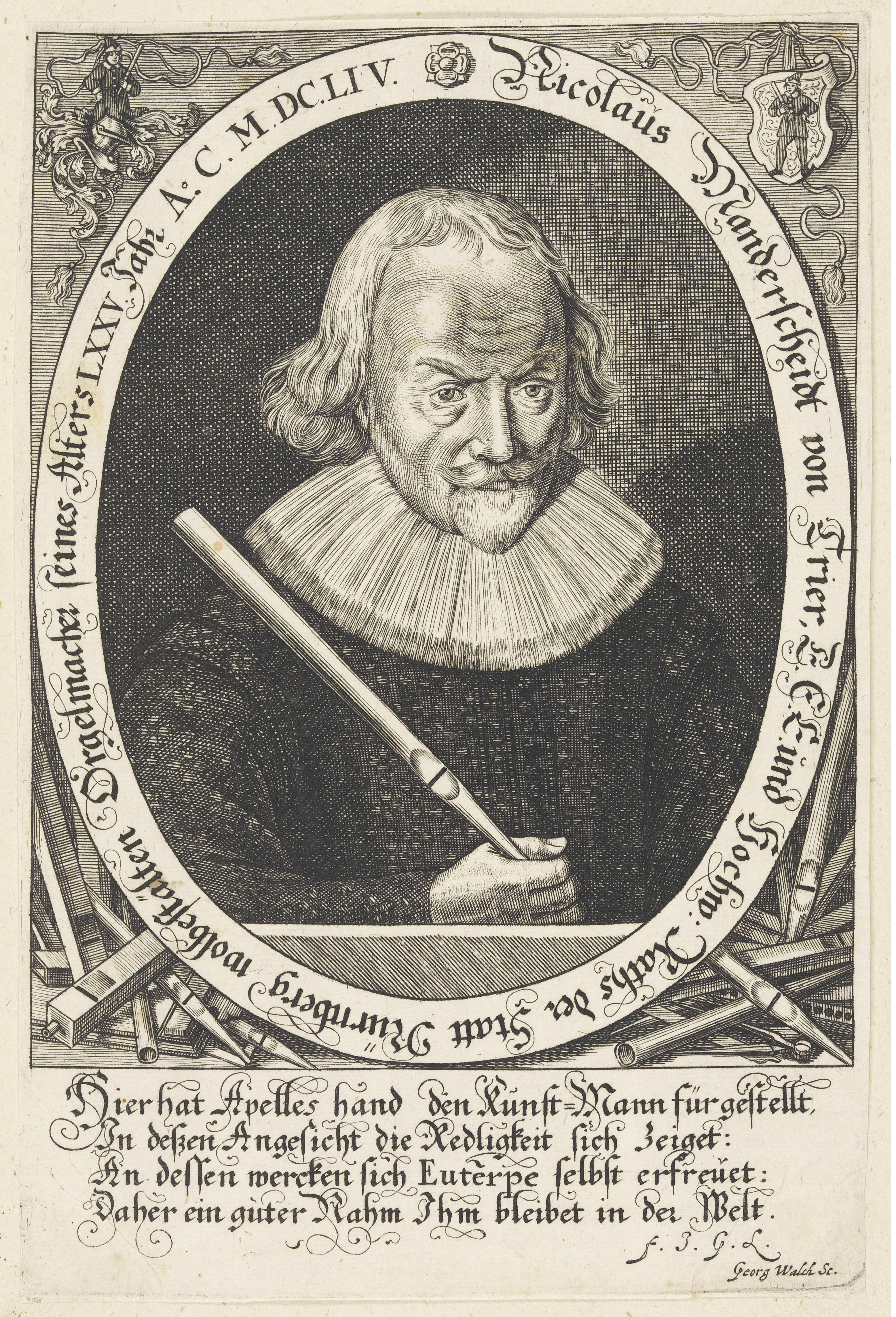
Nicolaus Manderscheidt, Kupferstich von Georg Walch, 1654

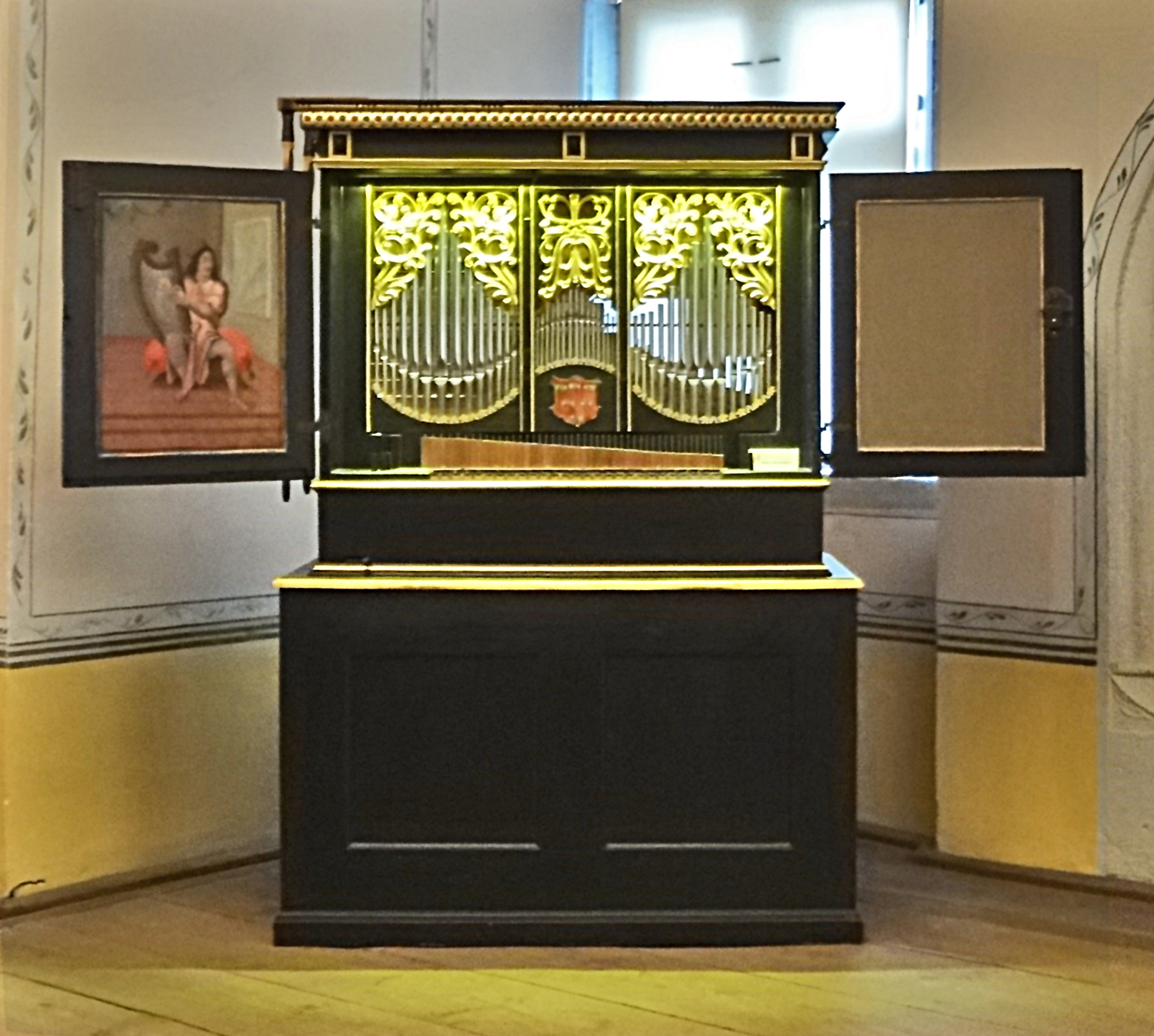
Restaurierte Orgel von 1646 aus Sulzbach-Rosenberg im Orgelbaumuseum Ostheim

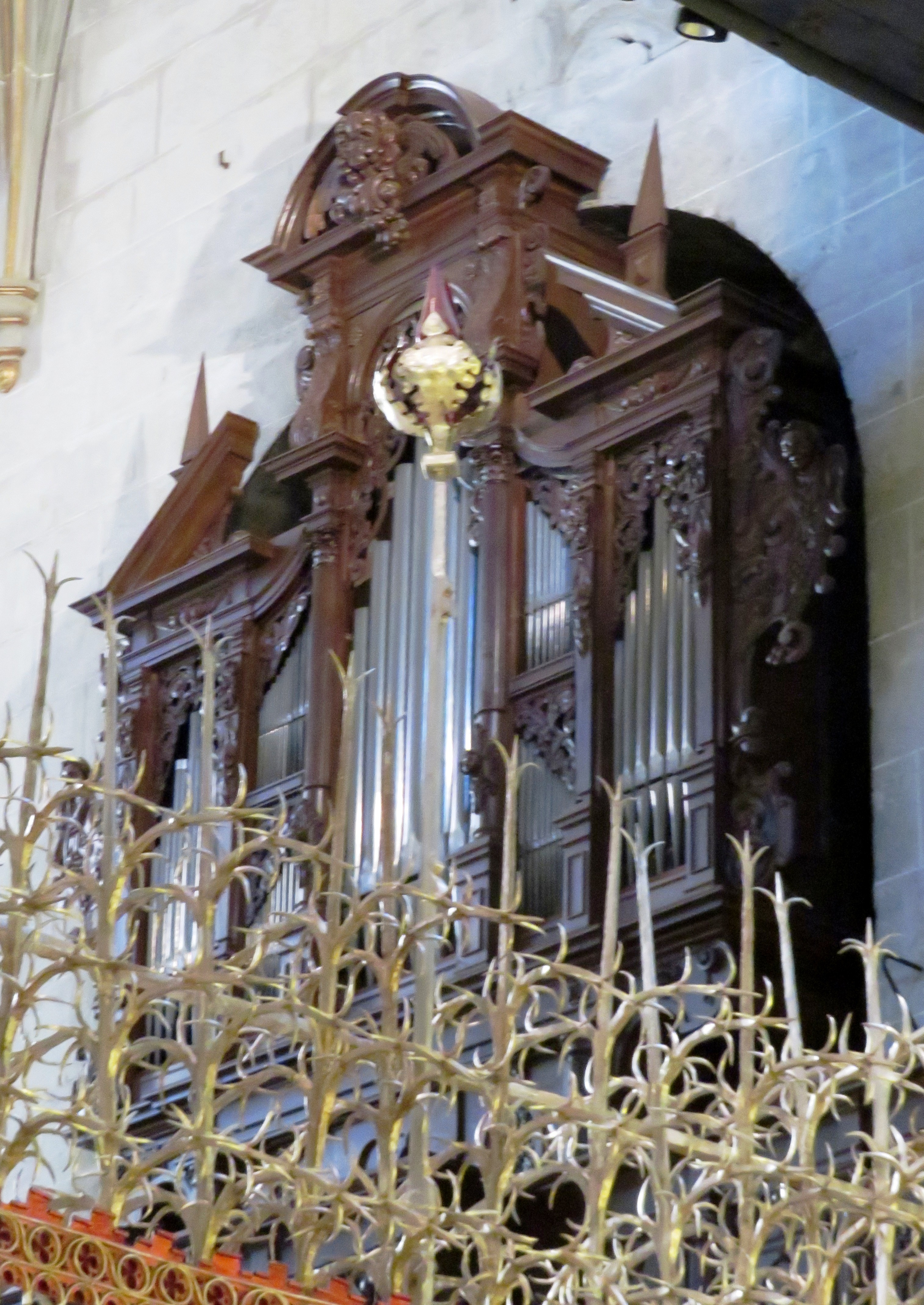
Die Orgel seines Sohnes Sebald Manderscheidt in der Kathedrale
St. Nikolaus (Freiburg im Üechtland)

Nicolaus Manderscheidt, auch Nikolaus Manderscheidt (* 2. April 1580 in Trier; † 7. April 1662 in Nürnberg), war ein deutscher Orgelbauer.

## Leben
Nicolaus Manderscheidt erlernte das Orgelbauhandwerk bei einem unbekannten Meister. Danach arbeitete er als Geselle bei Stephan Cuntz in Nürnberg. Er erhielt 1618 das Bürgerrecht, nachdem er evangelisch geworden war. 1619 heiratete er zum ersten Mal. Am 26. April 1620 wurde sein Sohn Hans Sebald Manderscheidt († 1685) geboren; dieser wurde als Orgelbauer vornehmlich in Kärnten und in der Schweiz tätig. Nicolaus Manderscheidt wurde 1623 in Nürnberg Stadtorgelbauer als Nachfolger von Heinrich Kirmes. Nach dem Tod seiner ersten Frau heiratete er 1626 erneut.

## Bedeutung
Manderscheidts Instrumente haben eine typische Formsprache: Sie haben meist einen dreiteiligen Prospekt mit einem kleinen Mittelfeld, Doppelobertasten, einen Kanaltremulanten und Dachfaltenbälge. Er stand ganz in der Tradition des Positivbaues, für den die Stadt Nürnberg zu dieser Zeit bekannt war. Aus seinem Schaffen sind nur Orgelpositive erhalten. Nebenbei reparierte er in Funktion als Stadtorgelbauer auch größere Instrumente in Kirchen.

## Werk (Auswahl)
Von seinen zahlreichen Arbeiten sind noch folgende Positive erhalten:
- um 1625: Yale-Universität (New Haven)[2]
- zwischen 1643 und 1651: Fakultät für Musik und Theater der Universität Göteborg (Schweden)[3]
- 1644: National Museums Liverpool (Rushworth & Dreaper Collection), ursprünglich St. Gangolf (Bamberg)[4]
- 1646: Schlosskapelle zum Hl. Nikolaus, Sulzbach-Rosenberg (Oberpfalz)[5][6]
- 1646: Orgelbaumuseum Ostheim vor der Rhön[7]
- 1645/1650: Eggenbergkirche Ensdorf (Oberpfalz)[8][9][10]